# アリルオキシカルボニル基
アリルオキシカルボニル基 (allyloxycarbonyl group) は有機合成で用いられる、アミノ基の保護基の1つ。CH2=CHCH2−OC(=O)− の構造を持つ。Alloc（アロック）基と略される。パラジウム触媒を作用させることで脱保護する。バリー・トロストらの開発したアリルパラジウムの化学を保護基に応用したものといえる。

## 選択性
Alloc基は、塩基性条件、弱いヒドリド還元などに対しては安定であるが、Boc基を切断する強酸性条件、Z基を切断する接触還元条件でも切断されてしまう。ただしBoc基やZ基の切断されない中性条件下脱保護できることから、酸性や水素化条件に弱い不安定な基質の保護に向いている。

## 保護・脱保護
Alloc化
Alloc化にはクロロギ酸アリル (Alloc-Cl) が最もよく用いられる。一級または二級アミンに対し、ピリジンやトリエチルアミンなどの塩基存在下、Alloc-Cl を作用させることで Alloc 化できる。アミノ酸などに対しては炭酸水素ナトリウム水溶液などを塩基として用いるショッテン・バウマン条件が簡便である。
脱保護
触媒量のテトラキス(トリフェニルホスフィン)パラジウム(0)存在下、過剰量の二級アミン（モルホリンなど）または β-ジケトン類をアリル基の捕捉剤として加えておくことにより脱保護できる。